# Indianapolis Speedway
Indianapolis Speedway is een Amerikaanse dramafilm uit 1939 onder regie van Lloyd Bacon. Destijds werd de film in Nederland uitgebracht onder de titel Demonen der renbaan.

## Verhaal
De autocoureur Joe Greer doet nog steeds mee aan wedstrijden om zijn jongere broer Eddie een goede opleiding te kunnen geven. Hij wordt razend, wanneer hij ontdekt dat Eddie zijn studie heeft afgebroken om zelf coureur te worden. De beide broers worden uiteindelijk rivalen tijdens een belangrijke wedstrijd.

## Rolverdeling
| Acteur              | Personage        |
| ------------------- | ---------------- |
| Ann Sheridan        | Frankie Merrick  |
| Pat O'Brien         | Joe Greer        |
| John Payne          | Eddie Greer      |
| Gale Page           | Lee Mason        |
| Frank McHugh        | Spud Connors     |
| Grace Stafford      | Martha Connors   |
| Granville Bates     | Mijnheer Greer   |
| John Ridgely        | Ted Horn         |
| Regis Toomey        | Dick Wilbur      |
| John Harron         | Red              |
| William B. Davidson | Duncan Martin    |
| Edward McWade       | Tom Dugan        |
| Irving Bacon        | Fred Haskill     |
| Tommy Bupp          | Zoon van Haskill |
| Robert Middlemass   | Edward Hart      |